# Saint-Thibault (Côte-d'Or)
Pour les articles homonymes, voir Saint-Thibault.
Saint-Thibault est une commune française située dans le département de la Côte-d'Or en région Bourgogne-Franche-Comté.

## Géographie
Village de la Côte-d'Or dans la région de Bourgogne, Saint-Thibault fait partie du canton de Vitteaux. Il est situé à peu près à mi-chemin entre Semur-en-Auxois et Pouilly-en-Auxois, et proche du Parc naturel régional du Morvan (environ 12 km) et du récent MuséoParc Alésia. La plus grande ville à proximité est Dijon située à 50 km au sud-est.
Le territoire de la commune couvre 12,4 km², soit 12,0 hab./km² env. (voir § démographie ci-dessous). Peu vallonné et en pente douce (altitude 425 m à l'est dans le bois de Pitier et 320 m à l'ouest sur l'Armançon, le centre du village est à 356 m), il est surtout consacré à l'agriculture, avec également des prairies d'élevage et des bois. La départementale 970 (de Semur-en-Auxois à Beaune) coupe le finage du nord-ouest au sud et traverse l'ouest du village.

### Hydrographie
La commune est installée sur un versant en pente douce de la rive droite de l'Armançon qui marque la limite sud-ouest du finage. Le ruisseau de la Maltière, que rejoint un ru affluent sur lequel a été aménagée une petite retenue d'eau, alimentait autrefois cette rivière. Il aboutit aujourd'hui au canal de Bourgogne qui est maintenant la principale voie d'eau de la commune et traverse son territoire du sud-est au nord. L'ancien chemin de hallage du canal est devenu la Véloroute du canal de Bourgogne. D'autres rus plus ou moins temporaires selon les intempéries finissent dans le canal ou plus à l'ouest dans l'Armançon. Via l'Yonne, ce réseau hydrologique fait partie du bassin versant de la Seine.

### Hameaux, écarts, lieux-dits
La commune a pour principal hameau Maison-aux-Moines (qui fut une commune indépendante, rattachée à Saint-Thibault de 1790 à 1794, sous le nom révolutionnaire de Maisons-Montagne), ancien fief dont les seigneurs furent, au XVIIIe siècle, les chapelains d'une chapelle seigneuriale instituée à Lugny, en Haut-Mâconnais, par les seigneurs du lieu : la chapelle Saint-Nicolas-et-Sainte-Catherine (attenante à l'église de Lugny). Ce fief eut pour dernier seigneur Claude Ducher, nommé chapelain par Florent-Alexandre-Melchior de La Baume, comte de Montrevel et seigneur-baron de Lugny, qui, en 1785, déclara que les prés, terres et moitié de la dîme (perçue à la vingt-et-unième) de la terre et seigneurie de La Maison-aux-Moines étaient – réservé les cens, servis et autres rentes foncières – amodiés par lui à raison de 848 livres par an, à charge d'y faire exercer la justice haute, moyenne et basse.
Autre hameau : Creusot. Habitat ou bâti écarté : silo de Creusot. Lieux-dits d'intérêt local : moulin de Saint-Thibault.

### Accès (routes, transports en commun)
La proximité de l'autoroute A6, avec un échangeur à Pouilly-en-Auxois (14 km de St Thibault), et de l'A38, barreau autoroutier reliant Dijon à l'A6, font que Saint-Thibault est facilement accessible par la route ( 23 de l'A6 au nord et  24 au sud). Le village est desservi quotidiennement (5 allers et retours) par la ligne régulière de bus MOBIGO n°122 Montbard - Pouilly-en-Auxois en correspondance avec les horaires TGV Paris - Montbard (Saint-Thibault se trouve ainsi à guère plus de 2 h de Paris) et les TER Bourgogne pour se rendre à Dijon.

### Climat
Pour des articles plus généraux, voir Climat de la Bourgogne-Franche-Comté et Climat de la Côte-d'Or.
En 2010, le climat de la commune est de type climat océanique dégradé des plaines du Centre et du Nord, selon une étude du Centre national de la recherche scientifique s'appuyant sur une série de données couvrant la période 1971-2000. En 2020, Météo-France publie une typologie des climats de la France métropolitaine dans laquelle la commune est exposée à un climat océanique altéré et est dans la région climatique  Lorraine, plateau de Langres, Morvan, caractérisée par un hiver rude (1,5 °C), des vents modérés et des brouillards fréquents en automne et hiver.
Pour la période 1971-2000, la température annuelle moyenne est de 10,4 °C, avec une amplitude thermique annuelle de 16,9 °C. Le cumul annuel moyen de précipitations est de 945 mm, avec 13 jours de précipitations en janvier et 8,6 jours en juillet. Pour la période 1991-2020, la température moyenne annuelle observée sur la station météorologique de Météo-France la plus proche, « Pouilly-en-Aux_sapc », sur la commune de Pouilly-en-Auxois à 14 km à vol d'oiseau, est de 10,7 °C et le cumul annuel moyen de précipitations est de 859,1 mm,. Pour l'avenir, les paramètres climatiques de la commune estimés pour 2050 selon différents scénarios d'émission de gaz à effet de serre sont consultables sur un site dédié publié par Météo-France en novembre 2022.

## Urbanisme

### Typologie
Au 1er janvier 2024, Saint-Thibault est catégorisée commune rurale à habitat dispersé, selon la nouvelle grille communale de densité à 7 niveaux définie par l'Insee en 2022.
Elle est située hors unité urbaine. Par ailleurs la commune fait partie de l'aire d'attraction de Semur-en-Auxois, dont elle est une commune de la couronne,. Cette aire, qui regroupe 54 communes, est catégorisée dans les aires de moins de 50 000 habitants,.

### Occupation des sols
L'occupation des sols de la commune, telle qu'elle ressort de la base de données européenne d’occupation biophysique des sols Corine Land Cover (CLC), est marquée par l'importance des territoires agricoles (91,6 % en 2018), une proportion identique à celle de 1990 (91,6 %). La répartition détaillée en 2018 est la suivante : 
prairies (53,6 %), terres arables (35,9 %), forêts (8,4 %), zones agricoles hétérogènes (2,1 %). L'évolution de l’occupation des sols de la commune et de ses infrastructures peut être observée sur les différentes représentations cartographiques du territoire : la carte de Cassini (XVIIIe siècle), la carte d'état-major (1820-1866) et les cartes ou photos aériennes de l'IGN pour la période actuelle (1950 à aujourd'hui).

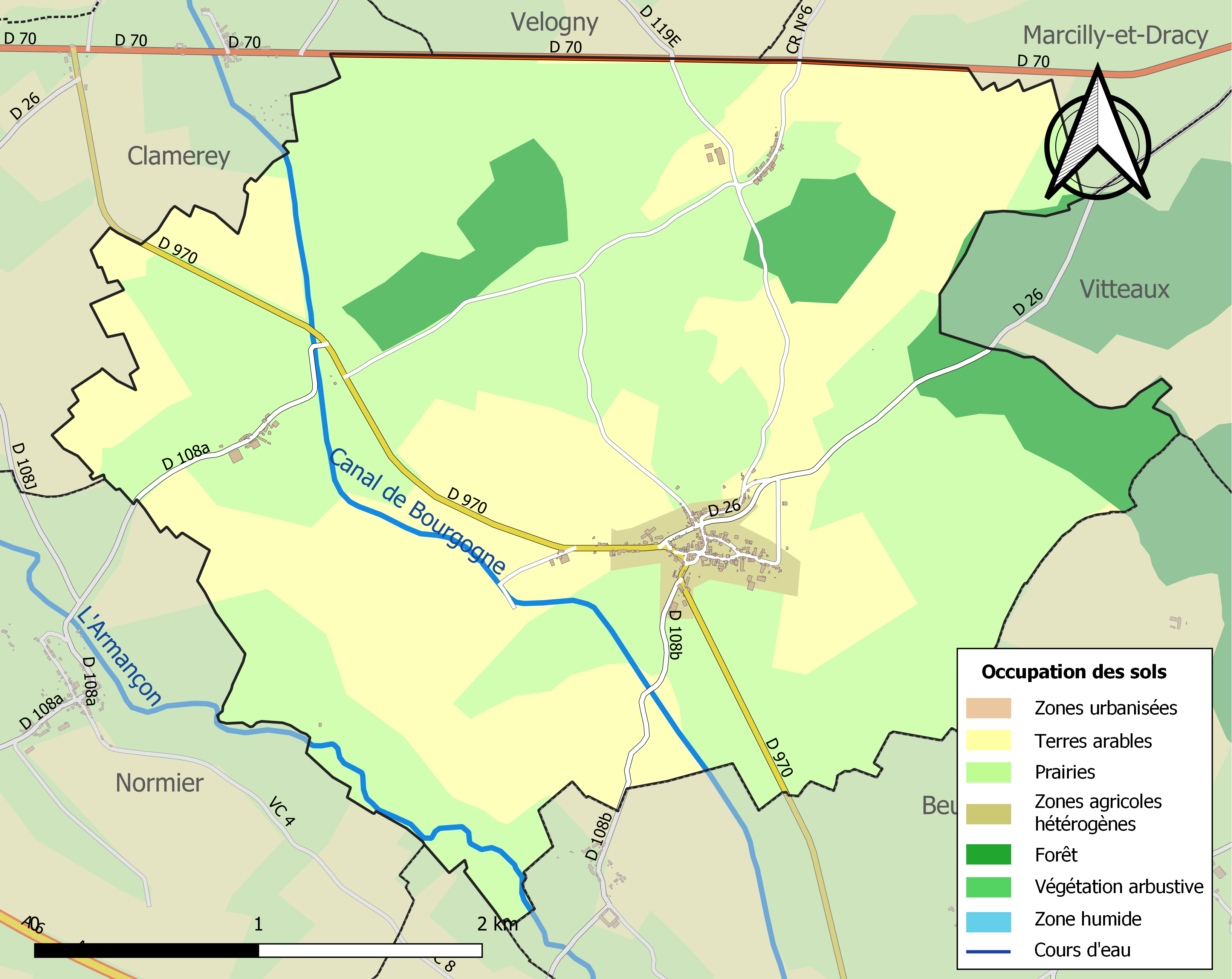
Carte des infrastructures et de l'occupation des sols de la commune en 2018 (CLC).

## Histoire
L'essor de saint-Thibault est fortement lié à l'activité du prieuré de Saint-Thibault, connu notamment comme lieu de pèlerinage dans le duché de Bourgogne.
En 1265, Hugues ou Huguenin de Thil, seigneur de Thil et de Saint-Beury, octroie aux habitants de Saint-Thibault une charte de franchise. Cette dernière stipule de nouvelles libertés pour les hommes (comme la suppression de la mainmorte), une limitation du prélèvement seigneurial et la libre disposition des biens et des tenures. Si cette charte de franchise reprend celle de Vézelay, Avallon ou Mont-Saint-Jean, elle ne concède aux habitants aucune participation à la justice ou à l'administration de la communauté. L'octroi d'une charte de franchise aussi avantageuse, et semblable à celles de localités plus importantes, témoignent de la richesse de Saint-Thibault dont plusieurs membres se sont enrichis grâce aux activités de commerce, change et hôtellerie engendrées par l'afflux des pèlerins.
Enrichi par cette activité, ainsi que par celle de la céréaliculture et de l'élevage bovin, Saint-Thibault devient une localité importante de l'Auxois. Une bourgeoisie née du commerce apparaît, comme la famille Gastellier, et plusieurs personnages venant de Saint-Thibault sont identifiables dans les archives des ducs de Bourgogne.
Après cette période exceptionnelle, l'activité de Saint-Thibault décroît à la fin du Moyen Âge à cause du passage des Grandes compagnies et du recul des pèlerinages.
Entre 1790 et 1794, la commune a absorbé celle voisine de Maisons-aux-Moines. La commune porta, au cours de la période révolutionnaire de la Convention nationale (1792-1795), le nom de Fontaine-sur-Armançon tandis que celle de Maisons-aux-Moines porta celui de Maison-Montagne.
Une gare ferroviaire a fonctionné sur la commune de 1891 à 1953 située sur la ligne d'Êpinac-les-mines à Pouillenay.

## Politique et administration

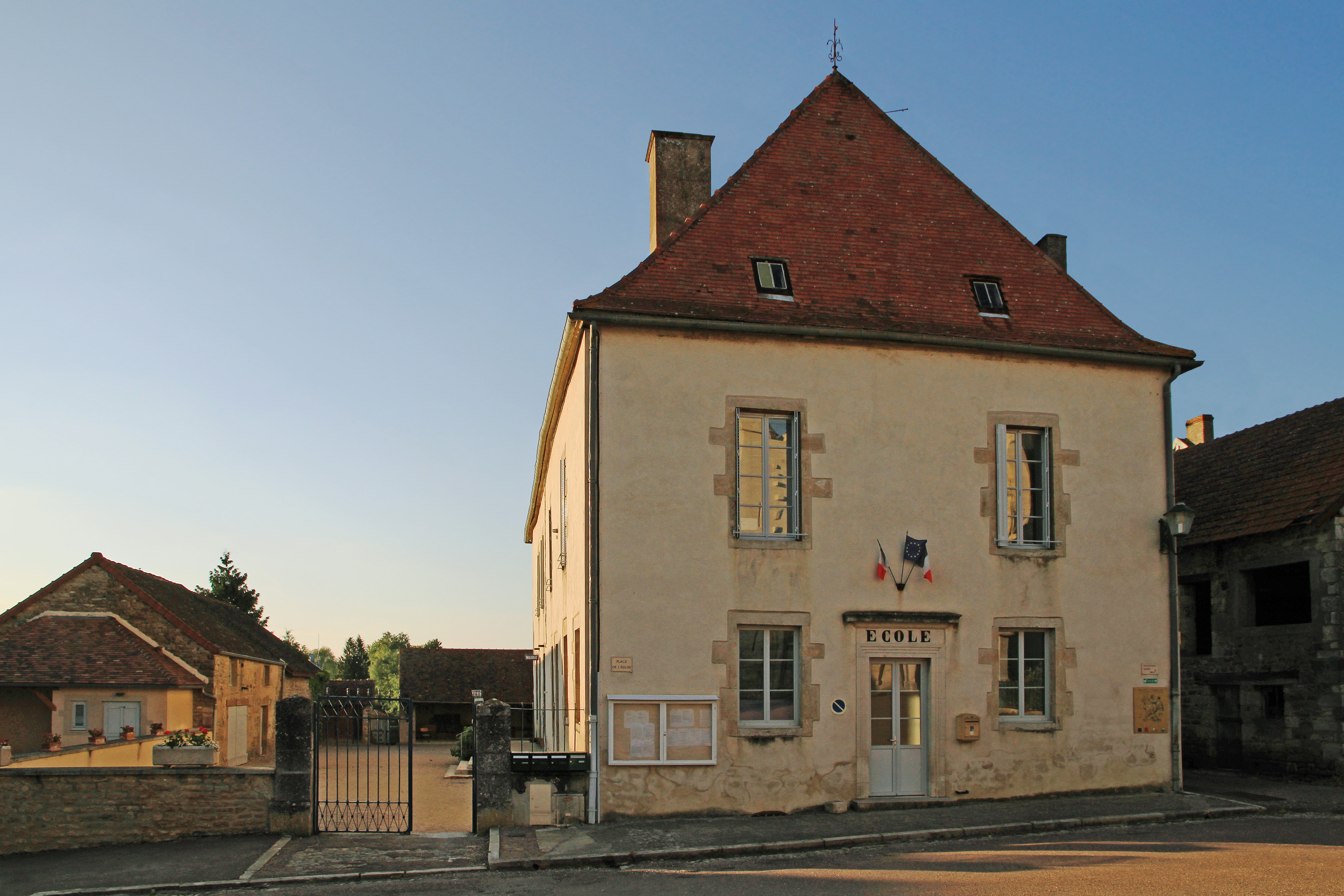
Mairie-école de Saint-Thibault.

| Période                                  | Période  | Identité           | Étiquette | Qualité              |
| ---------------------------------------- | -------- | ------------------ | --------- | -------------------- |
| 1959                                     | 1971     | Louis Dornand      |           | retraité             |
| 1971                                     | 1983     | Henri Léchenault   |           | retraité             |
| 1983                                     | 1995     | Marcel Herblot     |           | retraité             |
| 1995                                     | 2008     | Michelle Laibe     |           | retraitée            |
| 2008                                     | En cours | Raymond Léchenault | DVD       | agriculteur retraité |
| Les données manquantes sont à compléter. |          |                    |           |                      |

## Démographie
L'évolution du nombre d'habitants est connue à travers les recensements de la population effectués dans la commune depuis 1793. Pour les communes de moins de 10 000 habitants, une enquête de recensement portant sur toute la population est réalisée tous les cinq ans, les populations de référence des années intermédiaires étant quant à elles estimées par interpolation ou extrapolation. Pour la commune, le premier recensement exhaustif entrant dans le cadre du nouveau dispositif a été réalisé en 2005.

En 2022, la commune comptait 155 habitants, en évolution de −4,32 % par rapport à 2016 (Côte-d'Or : +0,82 %, France hors Mayotte : +2,11 %).
| 1793 | 1800 | 1806 | 1821 | 1836 | 1841 | 1846 | 1851 | 1856 |
| ---- | ---- | ---- | ---- | ---- | ---- | ---- | ---- | ---- |
| 483  | 477  | 520  | 573  | 517  | 483  | 501  | 534  | 477  |

| 1861 | 1866 | 1872 | 1876 | 1881 | 1886 | 1891 | 1896 | 1901 |
| ---- | ---- | ---- | ---- | ---- | ---- | ---- | ---- | ---- |
| 403  | 440  | 420  | 411  | 395  | 404  | 428  | 407  | 412  |

| 1906 | 1911 | 1921 | 1926 | 1931 | 1936 | 1946 | 1954 | 1962 |
| ---- | ---- | ---- | ---- | ---- | ---- | ---- | ---- | ---- |
| 414  | 385  | 312  | 295  | 292  | 252  | 236  | 209  | 188  |

| 1968 | 1975 | 1982 | 1990 | 1999 | 2005 | 2006 | 2010 | 2015 |
| ---- | ---- | ---- | ---- | ---- | ---- | ---- | ---- | ---- |
| 181  | 161  | 144  | 142  | 138  | 143  | 141  | 159  | 161  |

| 2020 | 2022 | - | - | - | - | - | - | - |
| ---- | ---- | - | - | - | - | - | - | - |
| 159  | 155  | - | - | - | - | - | - | - |

## Culture locale et patrimoine

### Lieux et monuments
En 2015, la commune compte 1 monument inscrit à l'inventaire des monuments historiques, 19 éléments répertoriés à l'inventaire des objets historiques et 1 objet répertorié à l'inventaire général du patrimoine culturel.
- Prieuré de Saint-Thibault, dont il subsiste l'église prieurale  Classé MH (1840)[25].
- Retable et devant d'autel en pierre polychrome (encadrement en bois juxtaposé au-dessus de la scène de Crucifixion), chef-d’œuvre du XIVe s., représentant les principales étapes de la vie très brève du jeune guérisseur Thibault  Classé MH (1907)[26].

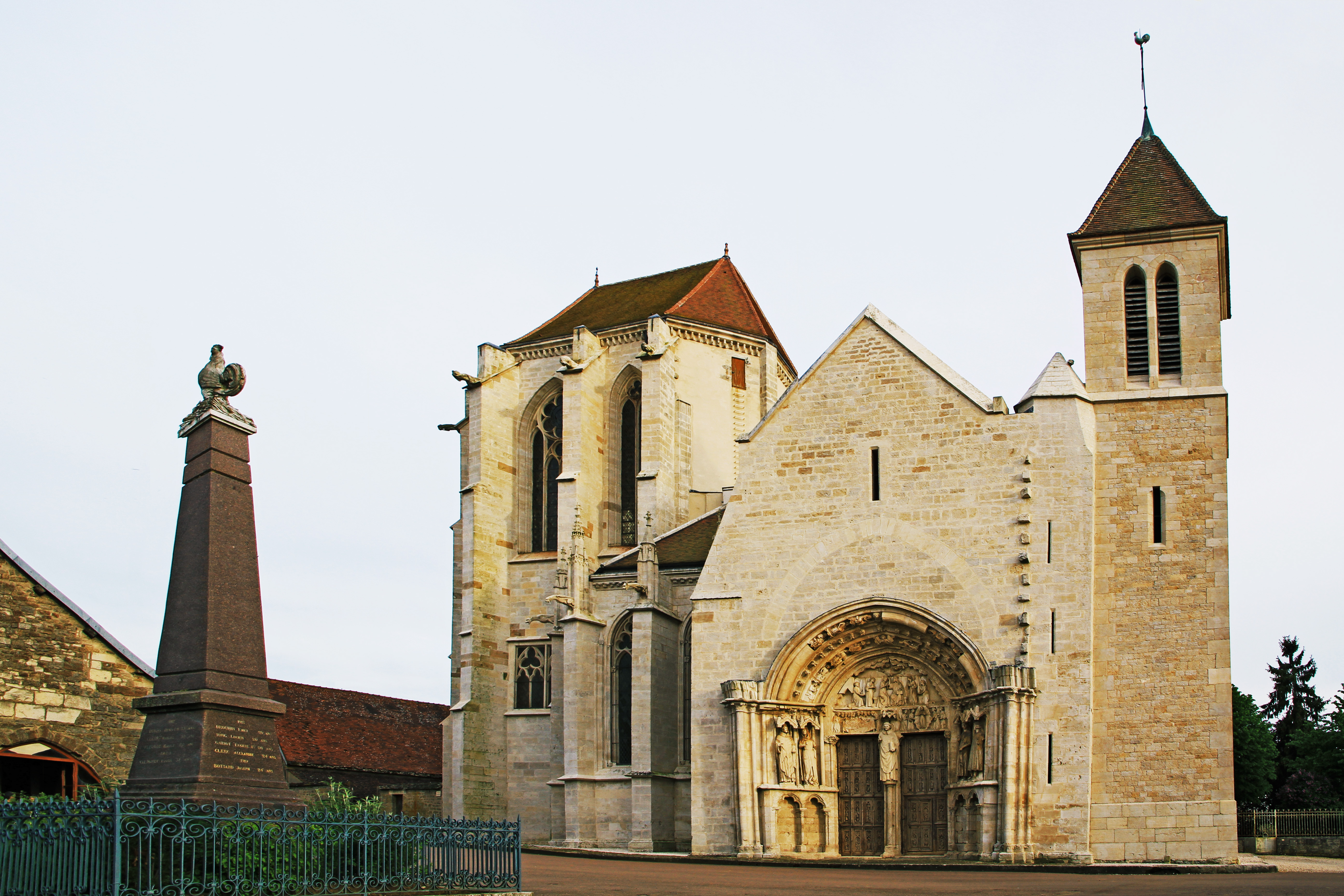
Abbatiale Saint-Thibault.
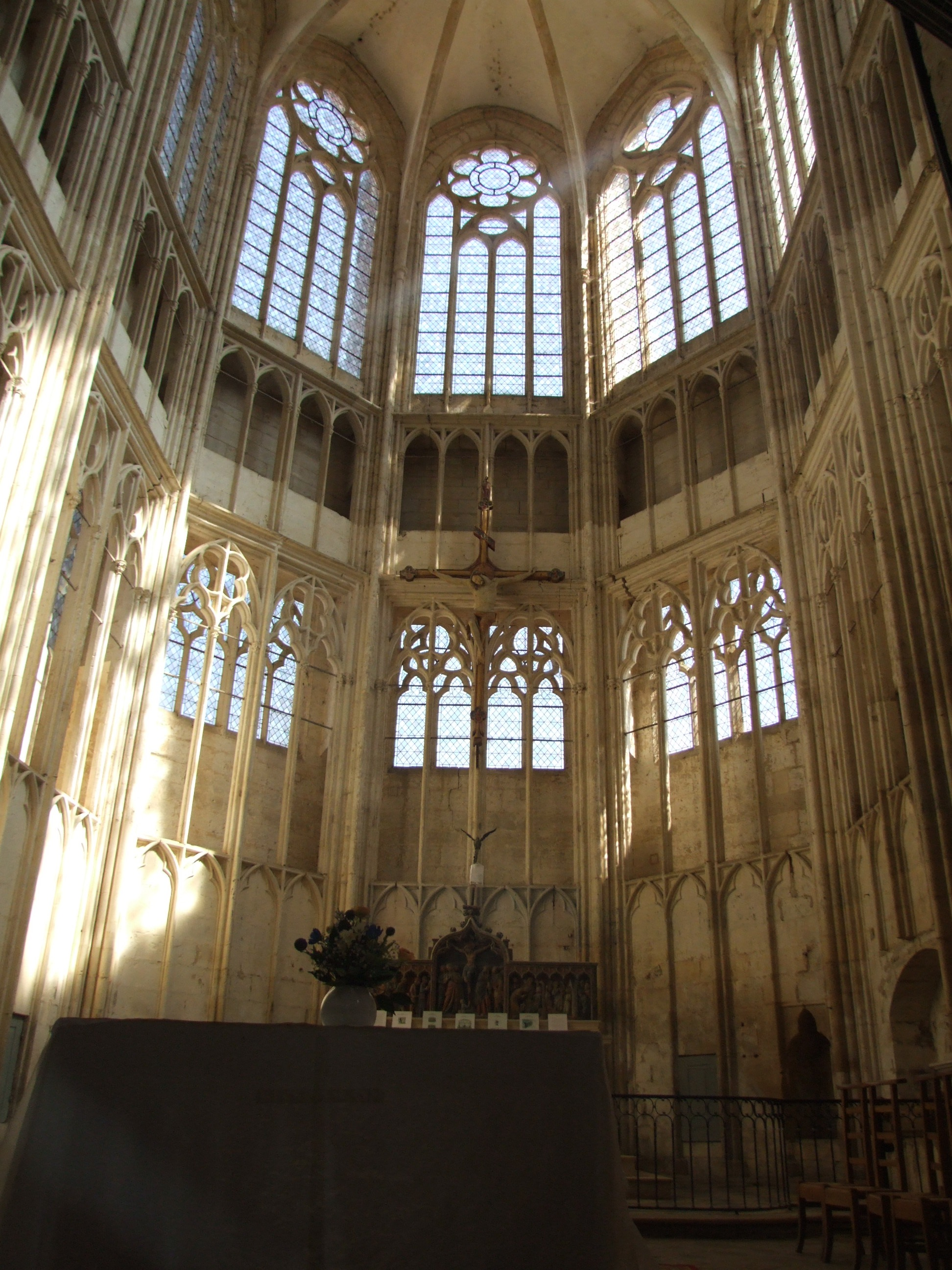
Verrières du chœur.
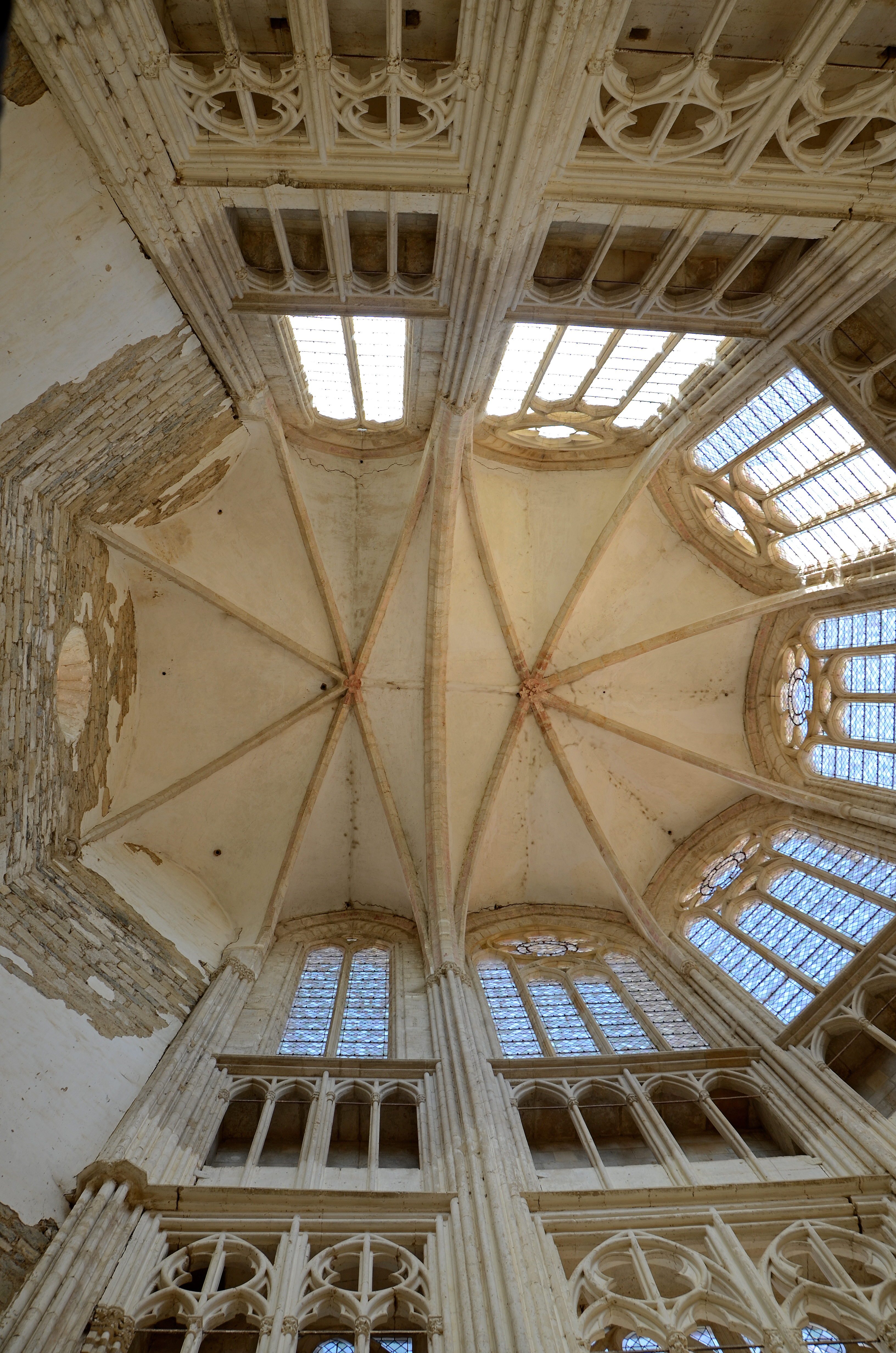
Voûte d'ogives du chœur.
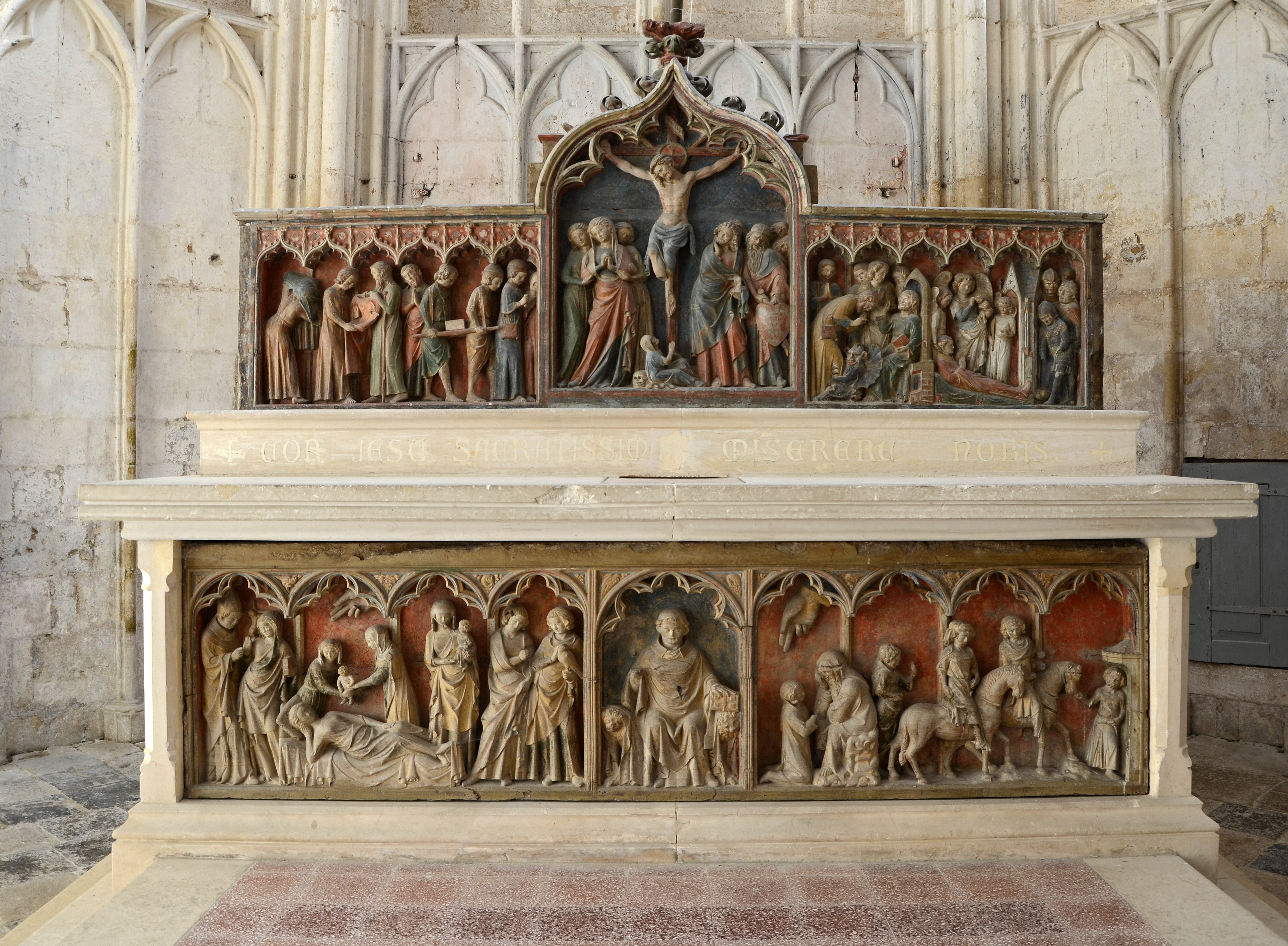
Retable du XIVe siècle.

### Personnalités liées à la commune
- Thibaut de Provins.
- Regnault Gastellier, officier de finances de Philippe II de Bourgogne et Jean Ier de Bourgogne.
- Bénigne-Blaise Renard, né en 1777 à St-Thibaut, officier de Napoléon 1er, tué à la bataille d'Albuera le 16 mai 1811.

## Bibliographique
- Albert Colombet, Saint-Thibault-en-Auxois, Dijon, L'Arche d'Or, 1982